# Hans Ernst Berchem-Haimhausen
Hans Ernst Berchem-Haimhausen, česky Jan Arnošt Berchem-Haimhausen (20. září 1823 Chodová Planá – 13. června 1896 Mnichov) byl rakouský šlechtic a politik německé národnosti z Čech, v 2. polovině 19. století poslanec Říšské rady.

## Biografie
Jeho otcem byl hrabě Kajetan Berchem-Haimhausen. Hans Ernst vlastnil panství Chodová Planá. V roce 1861 byl jmenován c. k. komorníkem. Rozšířil školské nadace podporované otcem. V Chodové Plané a dalších obcích v regionu západních Čech nechal postavit nové školské budovy. V parku zřídil meteorologickou stanici a nechal provést rekonstrukci kostela.
Od roku 1852 byl dopisujícím členem c. k. vlastenecko-hospodářské společnosti, kam již roku 1840 zaslal model mlátičky.
Byl aktivní i politicky. V zemských volbách v březnu 1867 byl zvolen na Český zemský sněm za kurii velkostatkářskou, nesvěřenecké velkostatky. Zemský sněm ho 13. dubna 1867 zvolil i do Říšské rady (tehdy ještě volené nepřímo) za kurii velkostatkářskou v Čechách. Roku 1868 na mandát v Říšské radě rezignoval. Na zemském sněmu zasedal rovněž jen krátce, rezignoval někdy před zářím 1869. Politicky byl orientován proněmecky a centralisticky (Strana ústavověrného velkostatku).
Zemřel 13. března 1896 v Mnichově. Po dvou dnech byl pohřben po boku svých rodičů v kostele v Chodové Plané.